# Гордеев, Владимир Анатольевич
Владимир Анатольевич Гордеев (12 июля 1957 — 21 марта 1986) — советский хоккеист, нападающий.

## Биография
Воспитанник ЦСКА. С 1976 года играл в первой лиге за СКА МВО Липецк. Во второй половине сезона-1977/78 провёл 13 матчей в высшей лиге в составе воскресенского «Химика». Играл во второй лиге за «Станкостроитель» Рязань (1978/79 — 1980/81) и в первой лиге за «Буран» Воронеж (1981/82).
Победитель чемпионата Европы среди юниорских команд 1976 года.
Погиб 21 марта 1986 года. Похоронен на Митинском кладбище (Москва).